# Лейк-Насімьєнто (Каліфорнія)
Лейк-Насімьєнто (англ. Lake Nacimiento) — переписна місцевість (CDP) в США, в окрузі Сан-Луїс-Обіспо штату Каліфорнія. Населення — 2956 осіб (2020).

## Географія
Лейк-Насімьєнто розташований за координатами 35°43′47″ пн. ш. 120°52′13″ зх. д. / 35.72972° пн. ш. 120.87028° зх. д. (35.729773, -120.870146).  За даними Бюро перепису населення США в 2010 році переписна місцевість мала площу 26,65 км², з яких 26,59 км² — суходіл та 0,06 км² — водойми.

### Клімат
| Клімат : Лейк-Насімьєнто | Клімат : Лейк-Насімьєнто | Клімат : Лейк-Насімьєнто | Клімат : Лейк-Насімьєнто | Клімат : Лейк-Насімьєнто | Клімат : Лейк-Насімьєнто | Клімат : Лейк-Насімьєнто | Клімат : Лейк-Насімьєнто | Клімат : Лейк-Насімьєнто | Клімат : Лейк-Насімьєнто | Клімат : Лейк-Насімьєнто | Клімат : Лейк-Насімьєнто | Клімат : Лейк-Насімьєнто | Клімат : Лейк-Насімьєнто |
| Показник                 | Січ.                     | Лют.                     | Бер.                     | Квіт.                    | Трав.                    | Черв.                    | Лип.                     | Серп.                    | Вер.                     | Жовт.                    | Лист.                    | Груд.                    | Рік                      |
| Середній максимум, °C    | 16,1                     | 17,8                     | 19,4                     | 22,2                     | 26,7                     | 31,7                     | 36,1                     | 36,1                     | 32,8                     | 27,2                     | 20,6                     | 16,7                     | 25,0                     |
| Середній мінімум, °C     | 1,7                      | 3,3                      | 3,9                      | 4,4                      | 6,7                      | 9,4                      | 10,6                     | 11,1                     | 10,0                     | 7,2                      | 4,4                      | 1,7                      | 6,1                      |
| Норма опадів, мм         | 81                       | 74                       | 56                       | 30                       | 5                        | 0                        | 0                        | 3                        | 5                        | 15                       | 51                       | 61                       | 381                      |
| ------------------------ | ------------------------ | ------------------------ | ------------------------ | ------------------------ | ------------------------ | ------------------------ | ------------------------ | ------------------------ | ------------------------ | ------------------------ | ------------------------ | ------------------------ | ------------------------ |
| Джерело: Weatherbase     |                          |                          |                          |                          |                          |                          |                          |                          |                          |                          |                          |                          |                          |

## Демографія
Згідно з переписом 2010 року, у переписній місцевості мешкало 2411 особа в 1006 домогосподарствах у складі 693 родин. Густота населення становила 90 осіб/км².  Було 1776 помешкань (67/км²).
Расовий склад населення:
| - 89,3 % — білих - 1,8 % — корінних американців - 1,0 % — азіатів - 0,5 % — чорних або афроамериканців - 0,2 % — вихідців з тихоокеанських островів - 3,1 % — осіб інших рас |

До двох чи більше рас належало 4,1 %. Частка іспаномовних становила 10,6 % від усіх жителів.
За віковим діапазоном населення розподілялося таким чином: 20,3 % — особи молодші 18 років, 65,4 % — особи у віці 18—64 років, 14,3 % — особи у віці 65 років та старші. Медіана віку мешканця становила 45,1 року. На 100 осіб жіночої статі у переписній місцевості припадало 104,0 чоловіків;  на 100 жінок у віці від 18 років та старших — 103,0 чоловіків також старших 18 років.
Середній дохід на одне домашнє господарство  становив 92 442 долари США (медіана — 71 641), а середній дохід на одну сім'ю — 98 966 доларів (медіана — 81 579). За межею бідності перебувало 3,1 % осіб, у тому числі 0,0 % дітей у віці до 18 років та 5,7 % осіб у віці 65 років та старших.
Цивільне працевлаштоване населення становило 1136 осіб. Основні галузі зайнятості: будівництво — 17,4 %, науковці, спеціалісти, менеджери — 14,0 %, публічна адміністрація — 12,1 %, освіта, охорона здоров'я та соціальна допомога — 12,0 %.